# 家庭醫學
家庭醫學（英語：Family medicine）是針對各年齡層進行全面醫療照顧的醫學專科。家庭醫學科名稱強調此科別和家庭的關係。在香港稱為普通科，名稱強調此科別的全面性。本科的醫師稱為家醫科醫師或家庭醫師（英語：Family physician）。在歐洲，本學科常是指一般醫學（英語：General practice）。家庭醫療是基礎醫療中的一個分支，針對個人及家庭中的成員提供持續性及全面性的醫療照顧，不分年齡、性別、疾病、身體部位。本科醫師通常為初級照護醫師，強調疾病預防及健康促进。根據世界家庭醫師組織，家庭醫學的目標是為家庭和社區中的民眾提供個人的、全面的、持續的照護。

## 執業領域
美國的家庭醫師是醫學士畢業。專門從事家庭醫學的醫師除了必須有上述醫學學位，尚須在美國成功完成三或四年的家庭醫學科住院醫師訓練。然後有資格參加認證考試，現在大多數的醫院和衛生計畫都會要求如此認證。
家庭醫師提供一系列急性、慢性、預防性醫療服務。家庭醫師也處理慢性病，協調其他專科醫師所提供的照護。許多美國家庭醫師會分娩嬰兒並提供產前護理。在美國，家庭醫師治療腰背痛的患者比其他任何專科醫師都要多，大約是骨科和神經外科醫師的總和。